# Le Favril (Nord)
Pour les articles homonymes, voir Le Favril.
Le Favril est une commune française située dans le département du Nord, en région Hauts-de-France.

## Géographie

### Communes limitrophes
| Landrecies |               | Maroilles |
|            | Favril        |           |
| La Groise  | Fesmy-le-Sart | Prisches  |

### Hydrographie

#### Réseau hydrographique
La commune est située dans le bassin Artois-Picardie. Elle est drainée par le ruisseau du Bois de Toillon, le ruisseau de l'Ermitage, le Grand Debout, le Préseau, le ruisseau de la Boufflette, le ruisseau de la Grande fontaine du bois du toillon et le Toillon,,.
La Rivièrette, d'une longueur de 20 km, prend sa source dans la commune de Fontenelle et se jette  dans la Sambre canalisée à Landrecies, après avoir traversé six communes. 

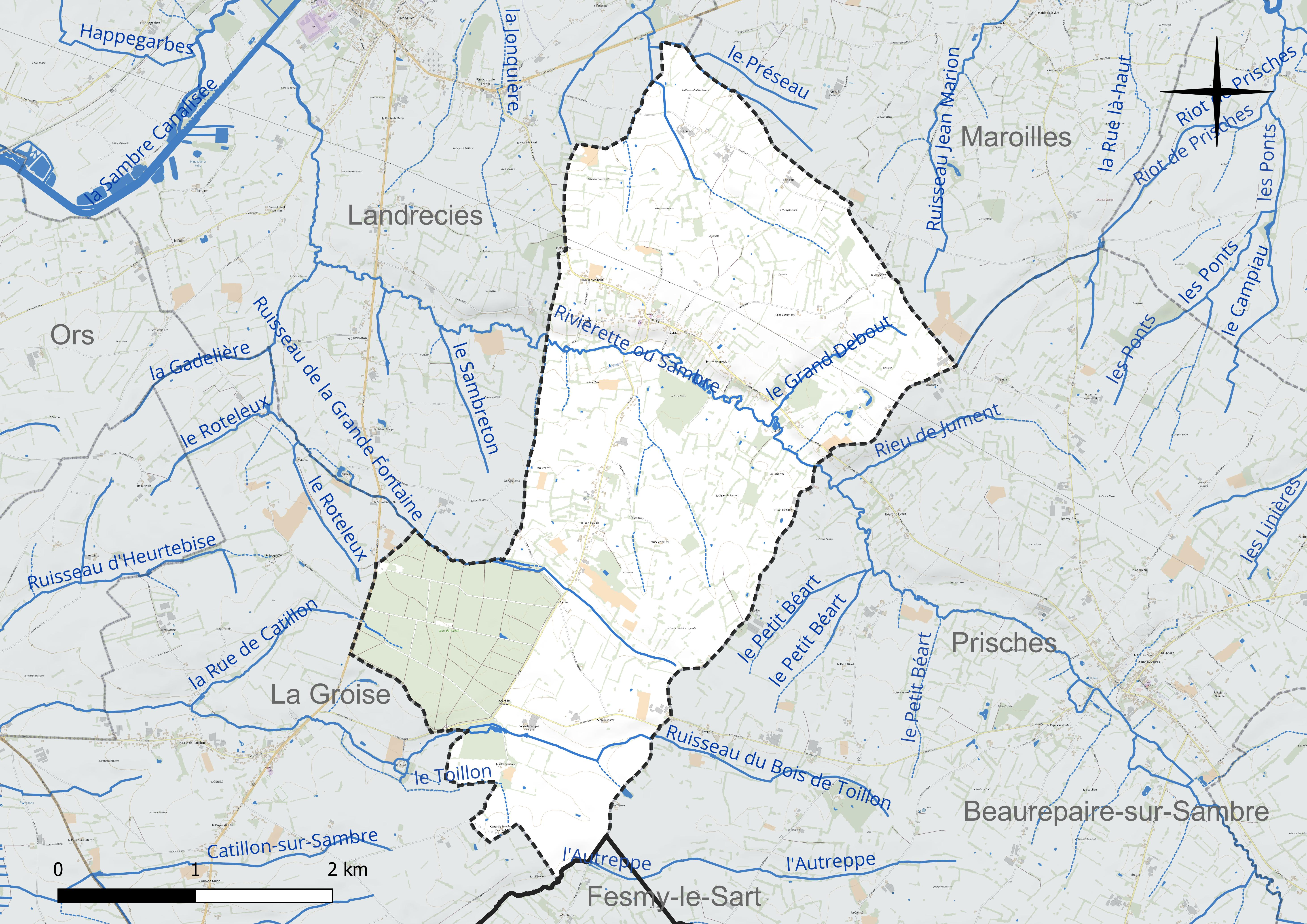
Réseau hydrographique du Favril.

#### Gestion et qualité des eaux
Le territoire communal est couvert par le schéma d'aménagement et de gestion des eaux (SAGE) « Sambre ». Ce document de planification concerne un territoire de 1 253 km2 de superficie, délimité par le bassin versant de la Sambre. Le périmètre a été arrêté le 1er novembre 2003 et le SAGE proprement dit a été approuvé le 21 septembre 2012, puis modifié le 18 août 2022. La structure porteuse de l'élaboration et de la mise en œuvre est le syndicat mixte du Parc naturel régional de l'Avesnois. 
La qualité des cours d'eau peut être consultée sur un site dédié géré par les agences de l'eau et l'Agence française pour la biodiversité. 

### Climat
Pour des articles plus généraux, voir Climat des Hauts-de-France et Climat du Nord.
En 2010, le climat de la commune est de type climat des marges montargnardes, selon une étude du CNRS s'appuyant sur une série de données couvrant la période 1971-2000. En 2020, Météo-France publie une typologie des climats de la France métropolitaine dans laquelle la commune est exposée à un climat océanique altéré et est dans la région climatique  Nord-est du bassin Parisien, caractérisée par un ensoleillement médiocre, une pluviométrie moyenne régulièrement répartie au cours de l'année et un hiver froid (3 °C). 
Pour la période 1971-2000, la température annuelle moyenne est de 9,9 °C, avec une amplitude thermique annuelle de 14,9 °C. Le cumul annuel moyen de précipitations est de 845 mm, avec 12,5 jours de précipitations en janvier et 9,6 jours en juillet. Pour la période 1991-2020, la température moyenne annuelle observée sur la station météorologique la plus proche, située sur la commune de Saint-Hilaire-sur-Helpe à 13 km à vol d'oiseau, est de 10,5 °C et le cumul annuel moyen de précipitations est de 802,4 mm,. Pour l'avenir, les paramètres climatiques de la commune estimés pour 2050 selon différents scénarios d'émission de gaz à effet de serre sont consultables sur un site dédié publié par Météo-France en novembre 2022.

## Urbanisme

### Typologie
Au 1er janvier 2024, Le Favril est catégorisée commune rurale à habitat dispersé, selon la nouvelle grille communale de densité à sept niveaux définie par l'Insee en 2022.
Elle est située hors unité urbaine et hors attraction des villes,.

### Occupation des sols
L'occupation des sols de la commune, telle qu'elle ressort de la base de données européenne d'occupation biophysique des sols Corine Land Cover (CLC), est marquée par l'importance des territoires agricoles (85,4 % en 2018), une proportion sensiblement équivalente à celle de 1990 (85,9 %). La répartition détaillée en 2018 est la suivante : 
prairies (75,9 %), forêts (12,3 %), terres arables (9,5 %), zones urbanisées (2,2 %). L'évolution de l'occupation des sols de la commune et de ses infrastructures peut être observée sur les différentes représentations cartographiques du territoire : la carte de Cassini (XVIIIe siècle), la carte d'état-major (1820-1866) et les cartes ou photos aériennes de l'IGN pour la période actuelle (1950 à aujourd'hui).

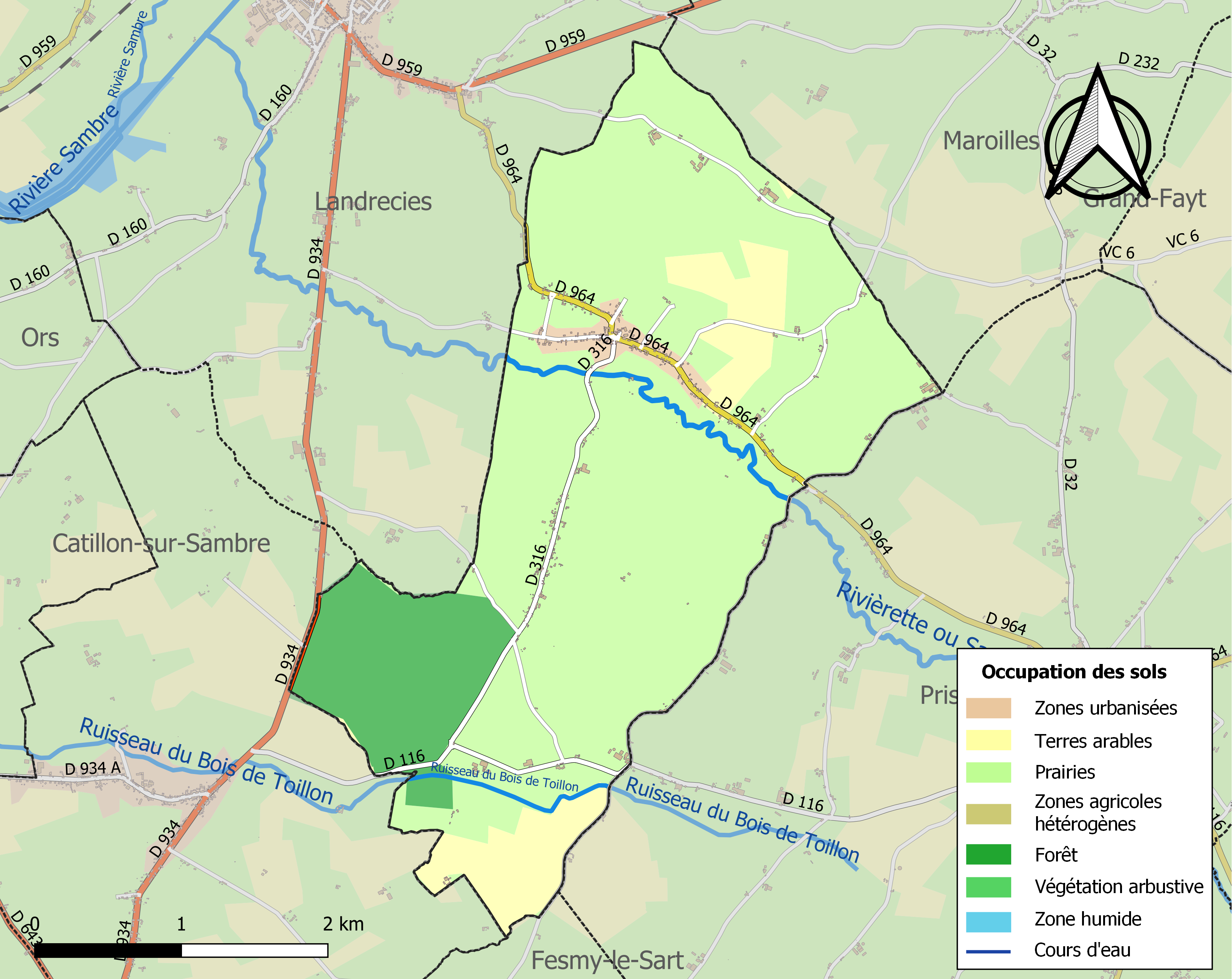
Carte des infrastructures et de l'occupation des sols de la commune en 2018 (CLC).

## Toponymie
Du mot latin fabrilia, le diminutif de Făbrĭca,  « atelier d'artisan », à l'origine de notre « fabrique », a principalement désigné la forge .

## Héraldique
| Blason de Le Favril | Blason  | De gueules à trois pals de vair, au chef d'or.   |
| Blason de Le Favril | Détails | Le statut officiel du blason reste à déterminer. |

## Politique et administration
Maire en 1802-1803 : François Goblet.
Maire en 1807-1808 : Manesse'.

Maire en 1939 : Berlaimont.
| Période                                  | Période   | Identité                                        | Étiquette | Qualité |
| ---------------------------------------- | --------- | ----------------------------------------------- | --------- | ------- |
| avant 1995                               | mars 2008 | René Brunelet                                   |           |         |
| mars 2008                                | mars 2014 | Daniel Laurent                                  |           |         |
| 2014                                     | En cours  | Nathalie Monier Réélue pour le mandat 2020-2026 |           |         |
| Les données manquantes sont à compléter. |           |                                                 |           |         |

## Population et société

### Démographie

#### Évolution démographique
L'évolution du nombre d'habitants est connue à travers les recensements de la population effectués dans la commune depuis 1793. Pour les communes de moins de 10 000 habitants, une enquête de recensement portant sur toute la population est réalisée tous les cinq ans, les populations de référence des années intermédiaires étant quant à elles estimées par interpolation ou extrapolation. Pour la commune, le premier recensement exhaustif entrant dans le cadre du nouveau dispositif a été réalisé en 2008.

En 2022, la commune comptait 504 habitants, en évolution de −2,33 % par rapport à 2016 (Nord : +0,51 %, France hors Mayotte : +2,11 %).
| 1793 | 1800 | 1806 | 1821 | 1831 | 1836 | 1841 | 1846 | 1851 |
| ---- | ---- | ---- | ---- | ---- | ---- | ---- | ---- | ---- |
| 650  | 668  | 744  | 828  | 798  | 807  | 827  | 835  | 787  |

| 1856 | 1861 | 1866 | 1872 | 1876 | 1881 | 1886 | 1891 | 1896 |
| ---- | ---- | ---- | ---- | ---- | ---- | ---- | ---- | ---- |
| 738  | 695  | 674  | 609  | 598  | 630  | 584  | 569  | 581  |

| 1901 | 1906 | 1911 | 1921 | 1926 | 1931 | 1936 | 1946 | 1954 |
| ---- | ---- | ---- | ---- | ---- | ---- | ---- | ---- | ---- |
| 553  | 545  | 522  | 513  | 490  | 472  | 467  | 487  | 465  |

| 1962 | 1968 | 1975 | 1982 | 1990 | 1999 | 2006 | 2008 | 2013 |
| ---- | ---- | ---- | ---- | ---- | ---- | ---- | ---- | ---- |
| 434  | 421  | 357  | 368  | 376  | 403  | 451  | 466  | 490  |

| 2018 | 2022 | - | - | - | - | - | - | - |
| ---- | ---- | - | - | - | - | - | - | - |
| 507  | 504  | - | - | - | - | - | - | - |

#### Pyramide des âges
La population de la commune est relativement jeune.
En 2018, le taux de personnes d'un âge inférieur à 30 ans s'élève à 37,1 %, soit en dessous de la moyenne départementale (39,5 %). À l'inverse, le taux de personnes d'âge supérieur à 60 ans est de 22,0 % la même année, alors qu'il est de 22,5 % au niveau départemental.
En 2018, la commune comptait 260 hommes pour 247 femmes, soit un taux de 51,28 % d'hommes, largement supérieur au taux départemental (48,23 %).
Les pyramides des âges de la commune et du département s'établissent comme suit.
| Hommes | Classe d’âge | Femmes |
| ------ | ------------ | ------ |
| 0,8    | 90 ou +      | 0,4    |
| 2,7    | 75-89 ans    | 4,5    |
| 18,5   | 60-74 ans    | 17,4   |
| 19,6   | 45-59 ans    | 17,0   |
| 21,9   | 30-44 ans    | 23,1   |
| 15,0   | 15-29 ans    | 14,6   |
| 21,5   | 0-14 ans     | 23,1   |

| Hommes | Classe d’âge | Femmes |
| ------ | ------------ | ------ |
| 0,5    | 90 ou +      | 1,4    |
| 5,3    | 75-89 ans    | 8,1    |
| 14,8   | 60-74 ans    | 16,2   |
| 19,1   | 45-59 ans    | 18,4   |
| 19,5   | 30-44 ans    | 18,7   |
| 20,7   | 15-29 ans    | 19,1   |
| 20,2   | 0-14 ans     | 18     |

## Lieux et monuments
- Église Saint-Nicolas du  XVIIe siècle refait au XXe siècle, avec dalle funéraire de l'abbé Tacquenier, abbé de Maroilles de 1670 à 1698
- Mairie de 1849.
- Kiosque à musique, type kiosque à danser.
- Trois tombes de guerre (1918) de la Commonwealth War Graves Commission[32].
- Monument aux morts.
- Chapelle du Bon-Dieu-de-Giblot (1694).
- Plusieurs chapelles-oratoires et calvaires, dont chapelle Ste Anne (1777) et chapelle Ste Philomène XVIIIe siècle. Un circuit des chapelles.
- Parc de Loisirs du Waterlin.

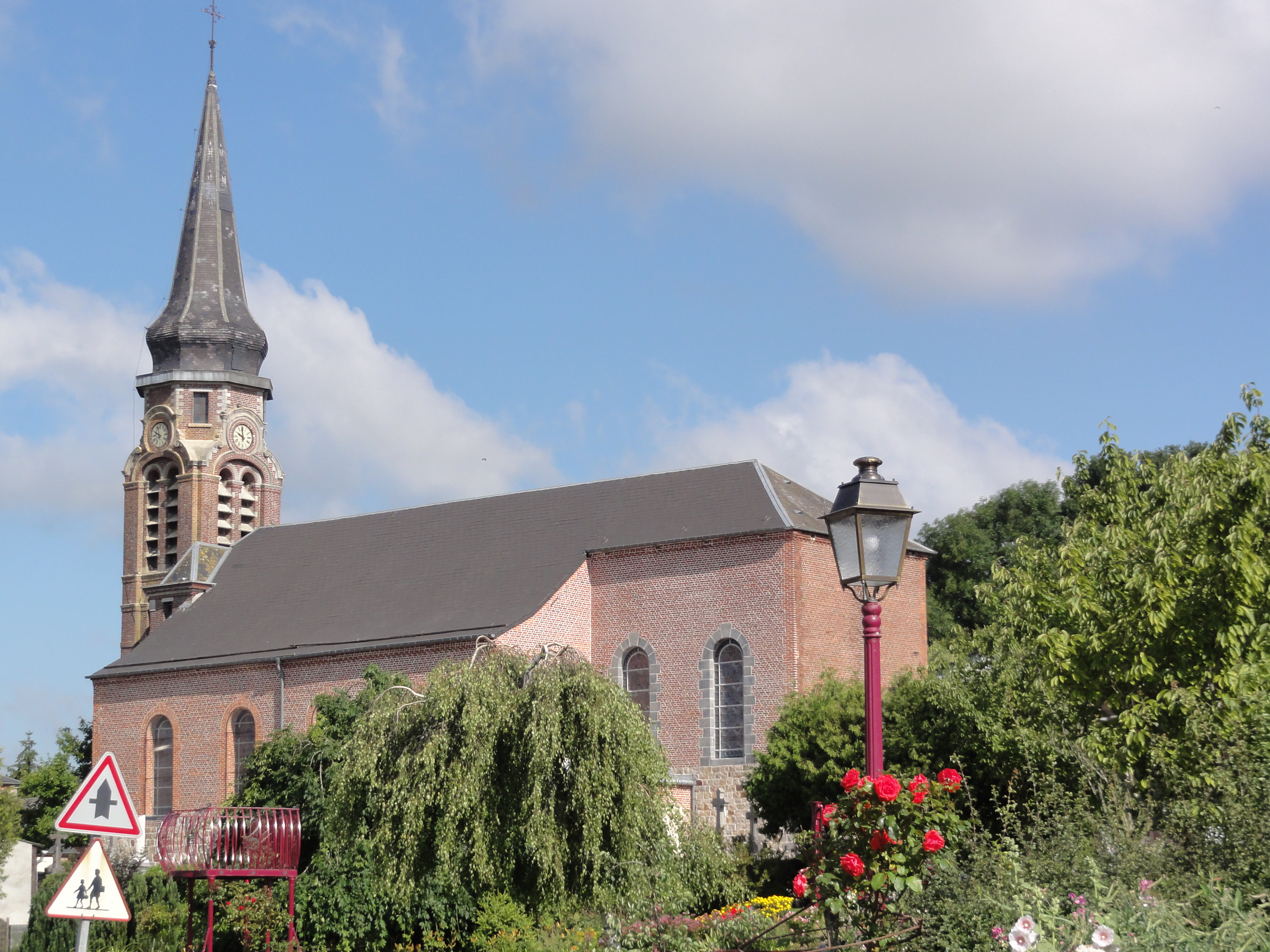
L'église
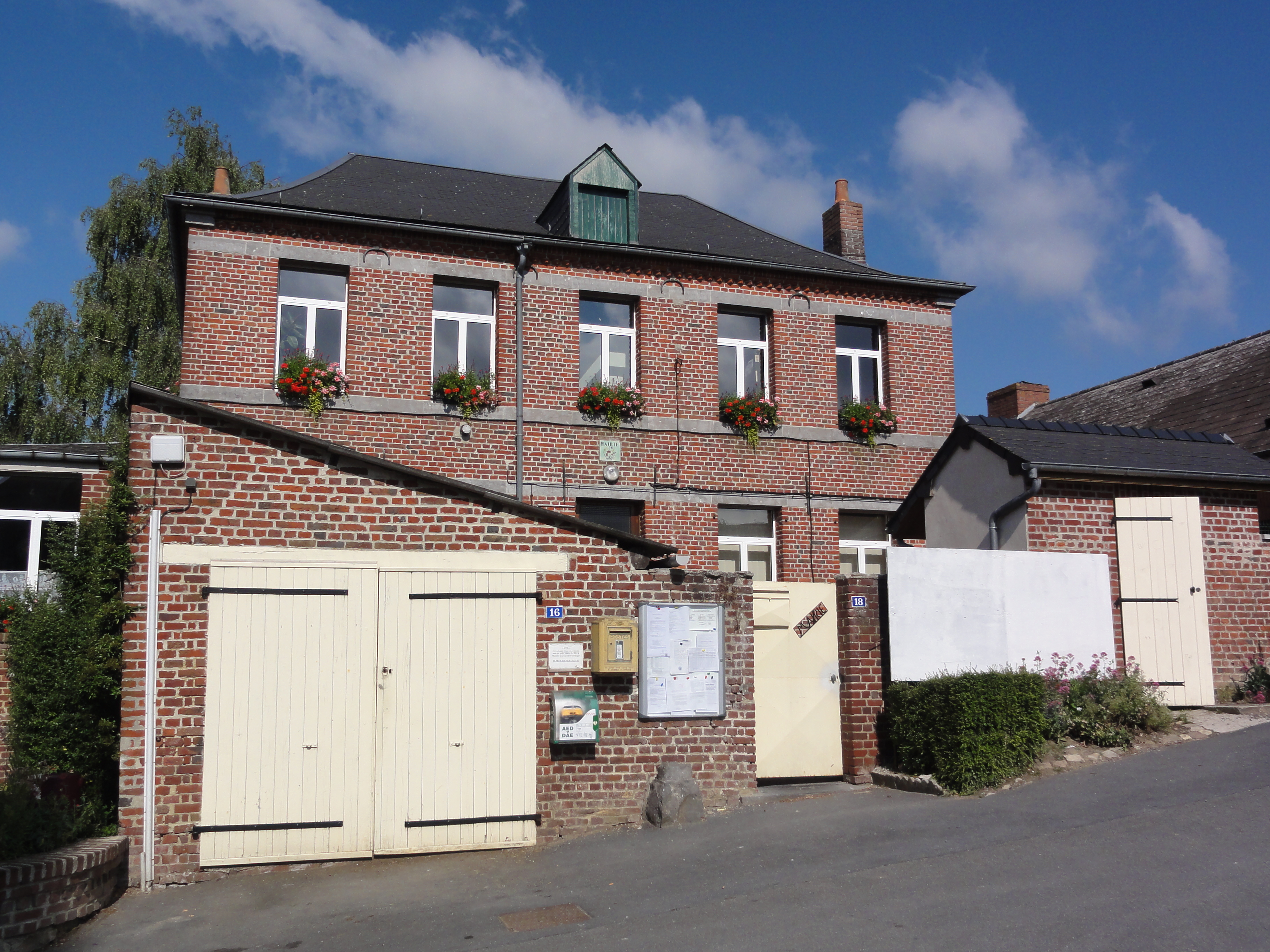
La mairie
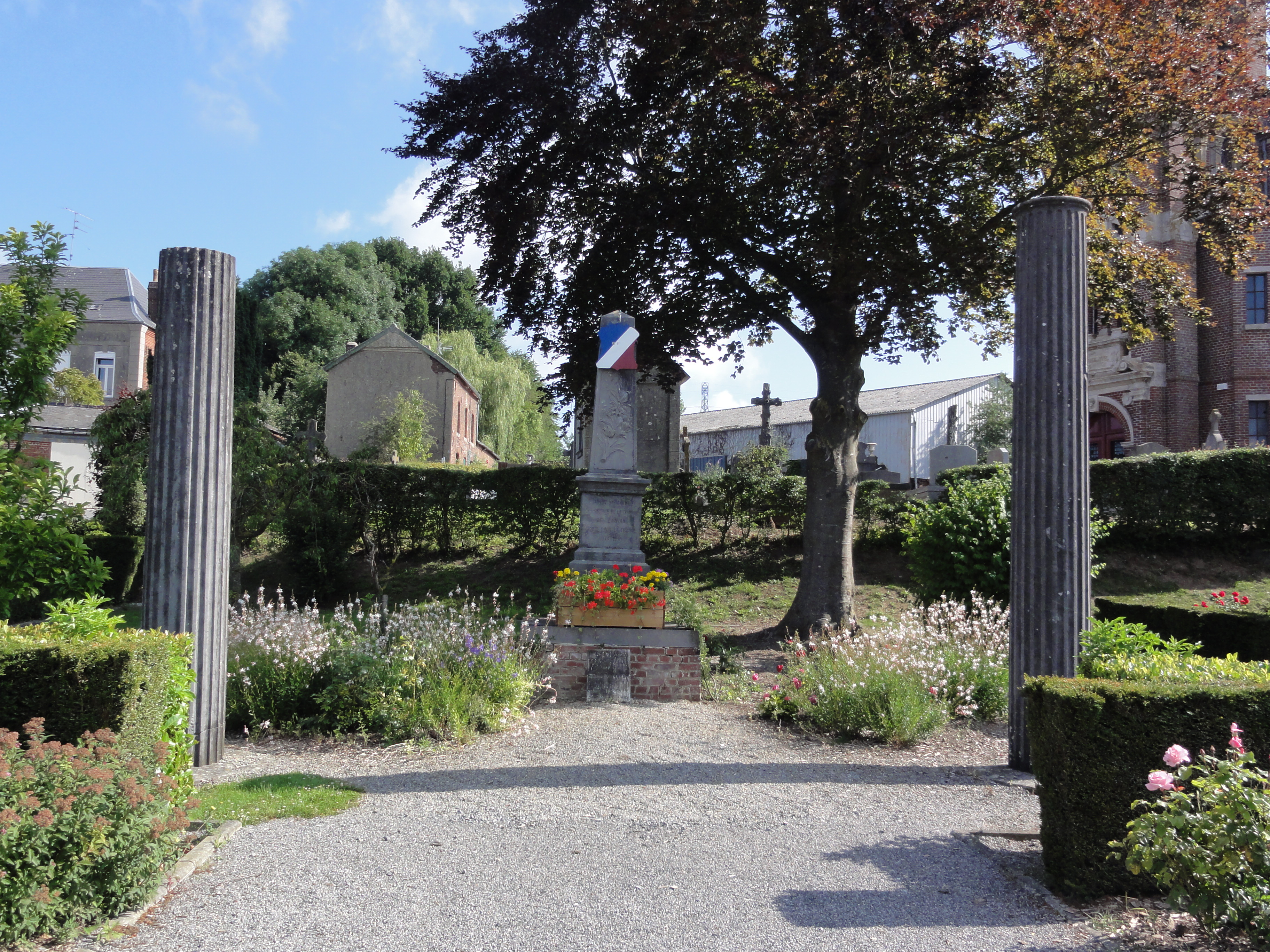
Le monument aux morts
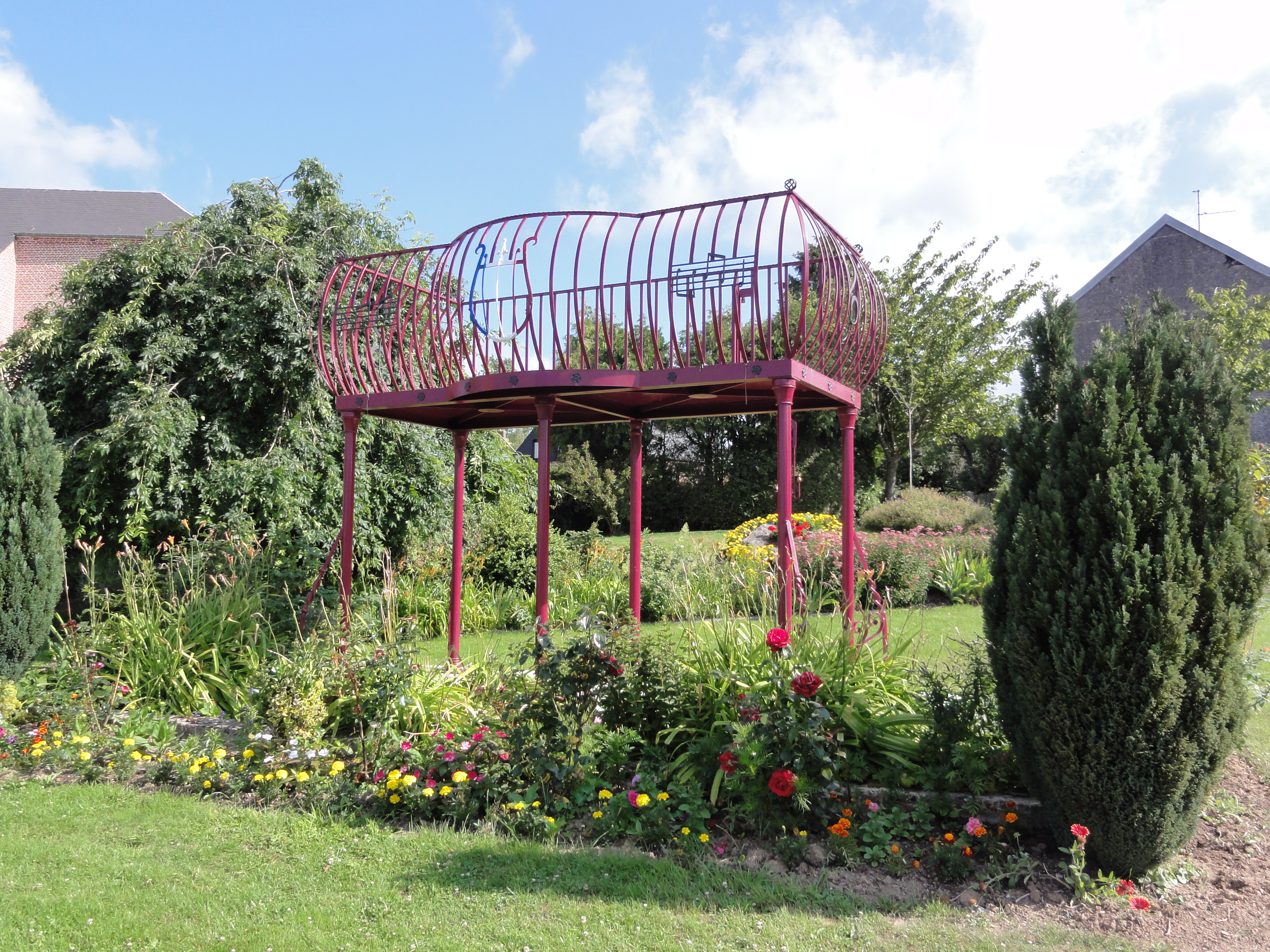
La kiosque à musique
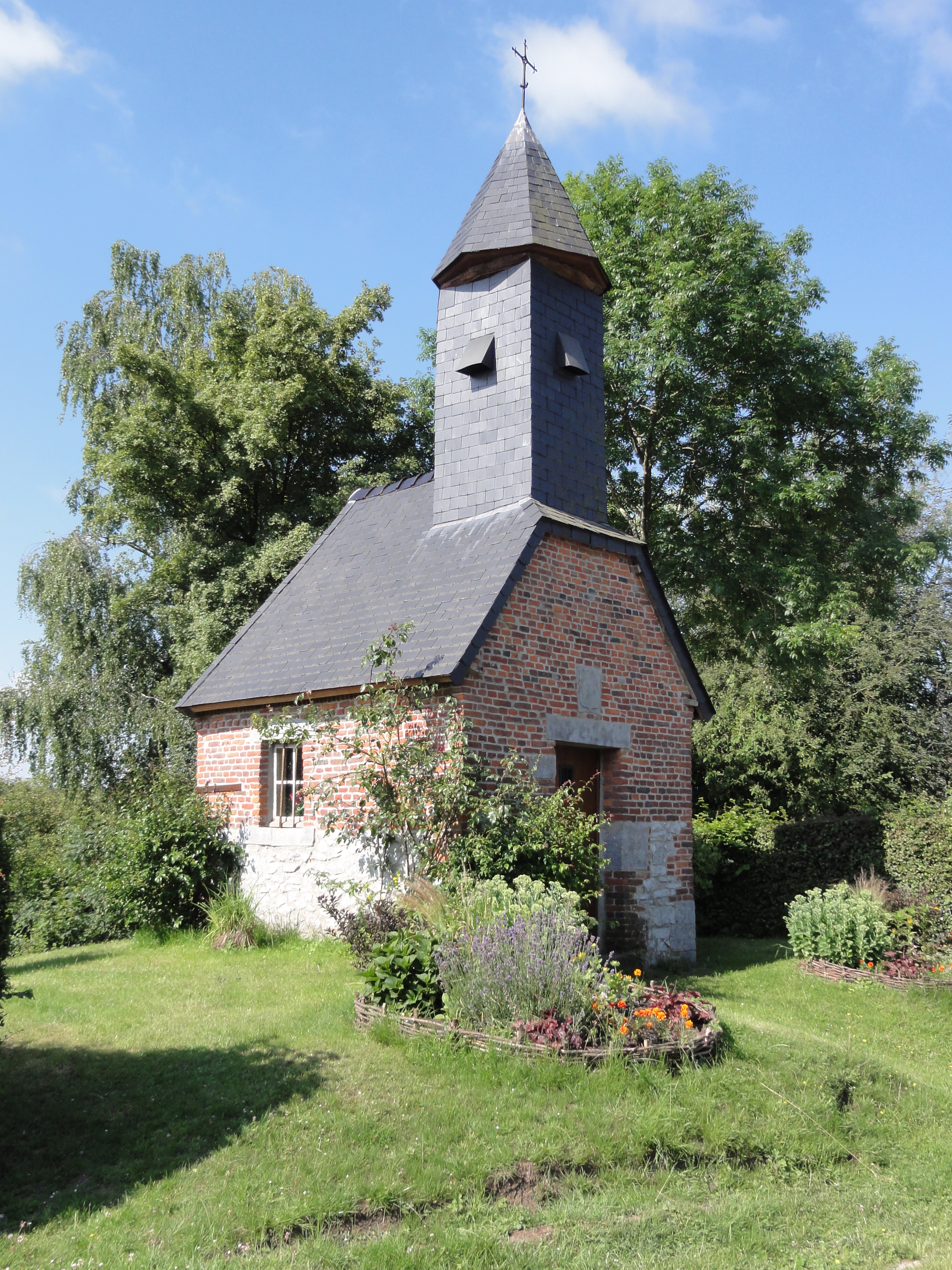
La chapelle Le Bon Dieu de Gibelot

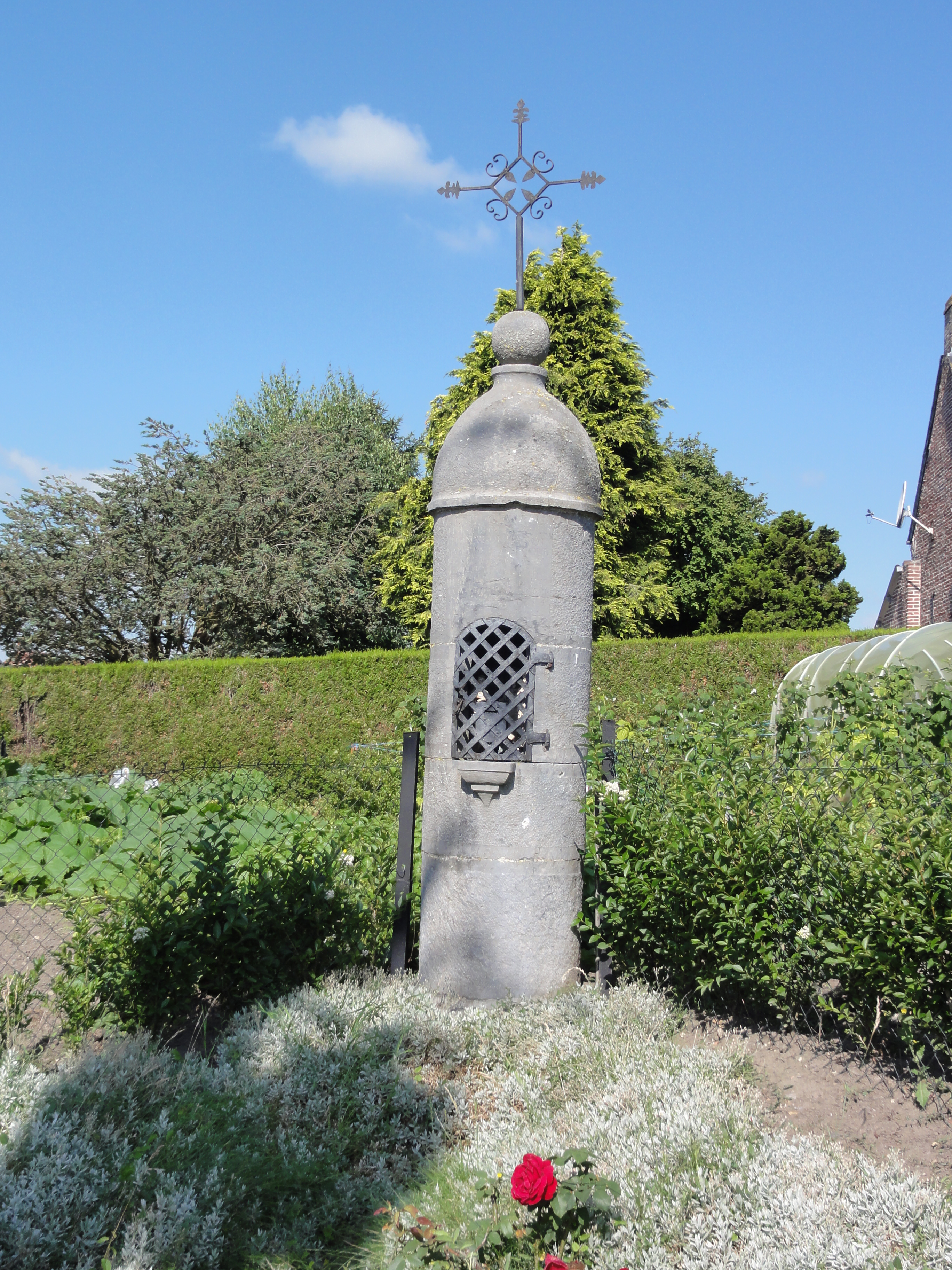
Chapelle N.D. de Bon Secours, Pierre, Catharine
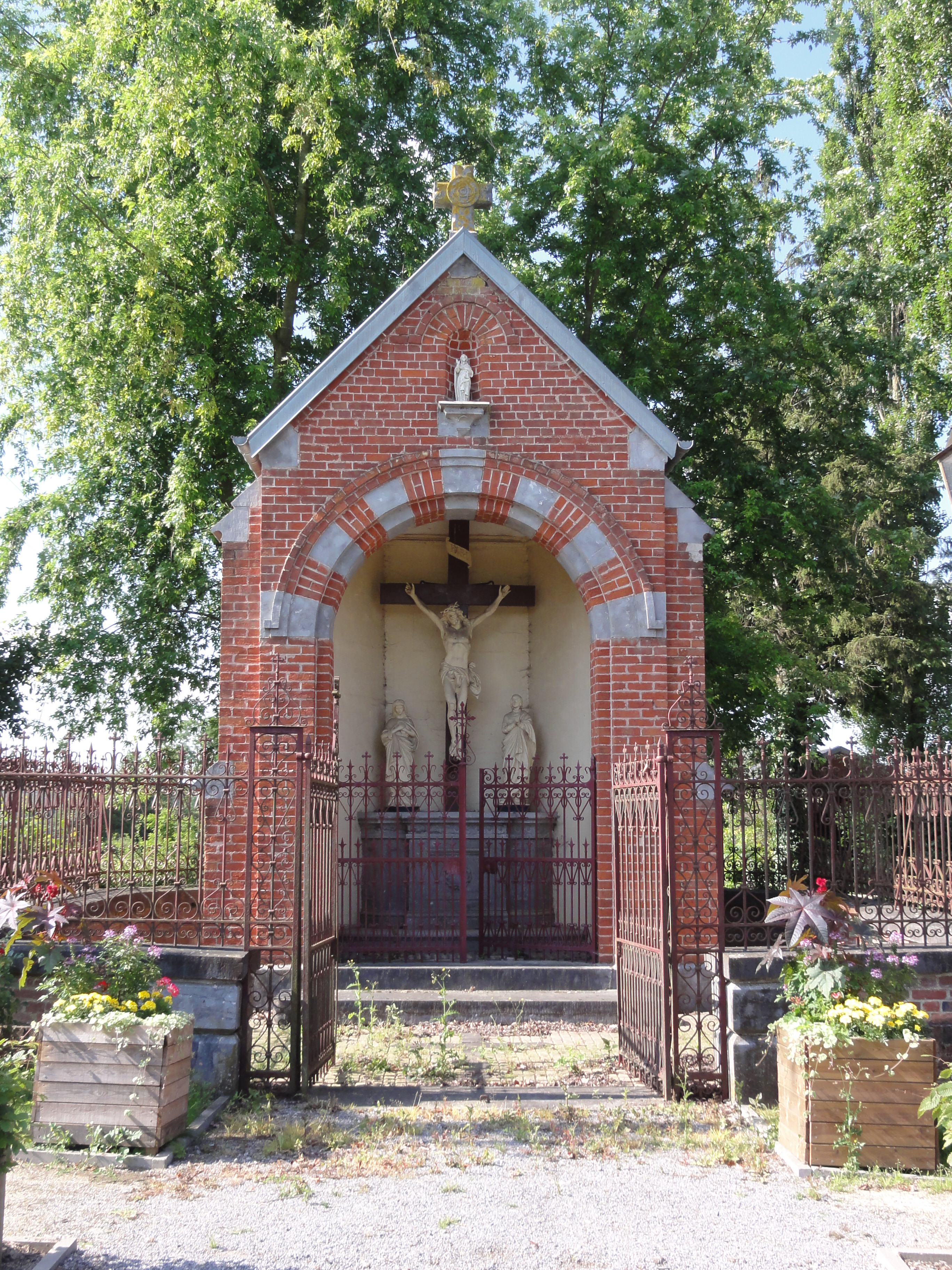
Calvaire
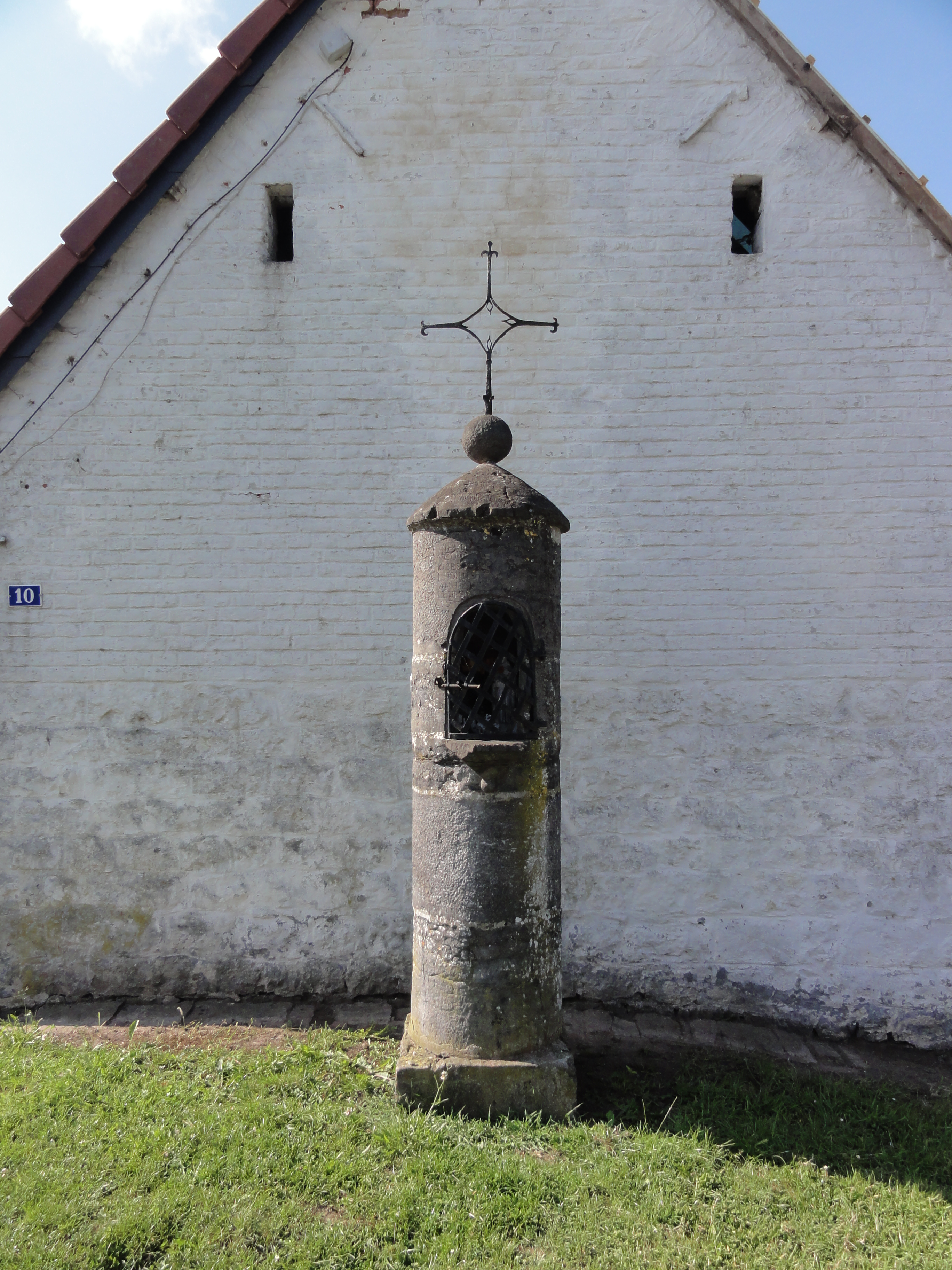
Chapelle devant 10, rue principale
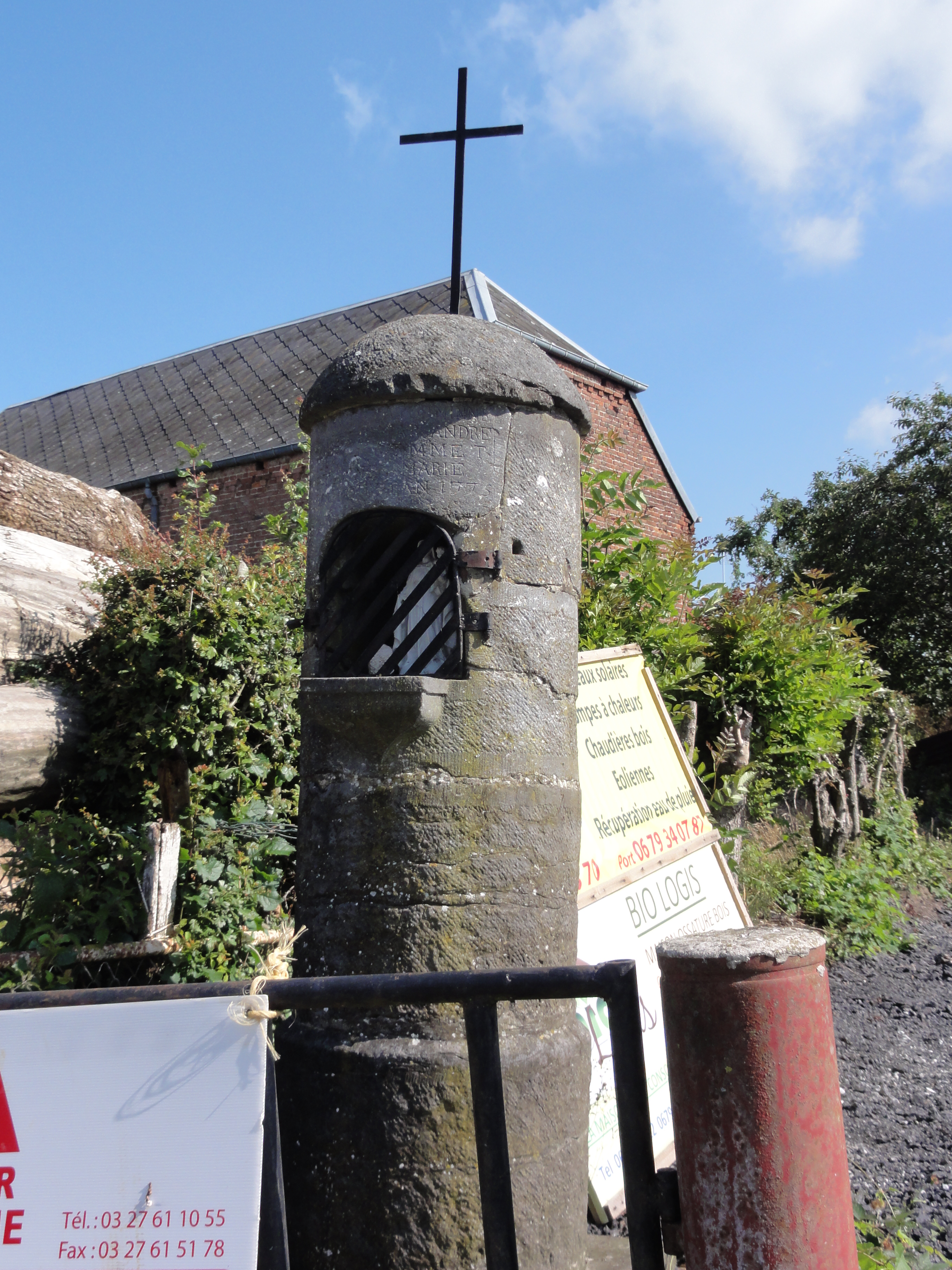
Chapelle face à 27, rue principale
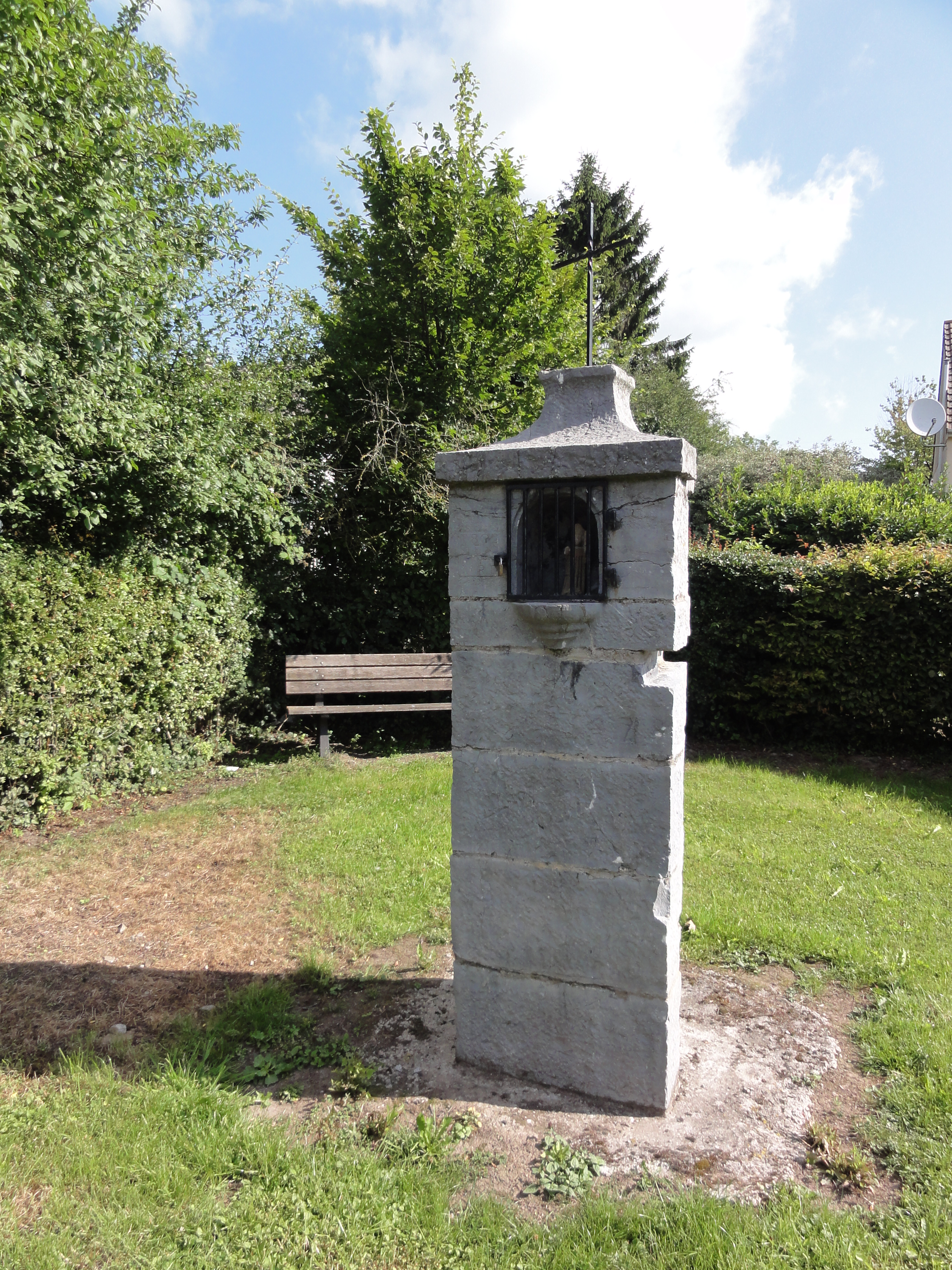
Chapelle St. Eloi, 1802.
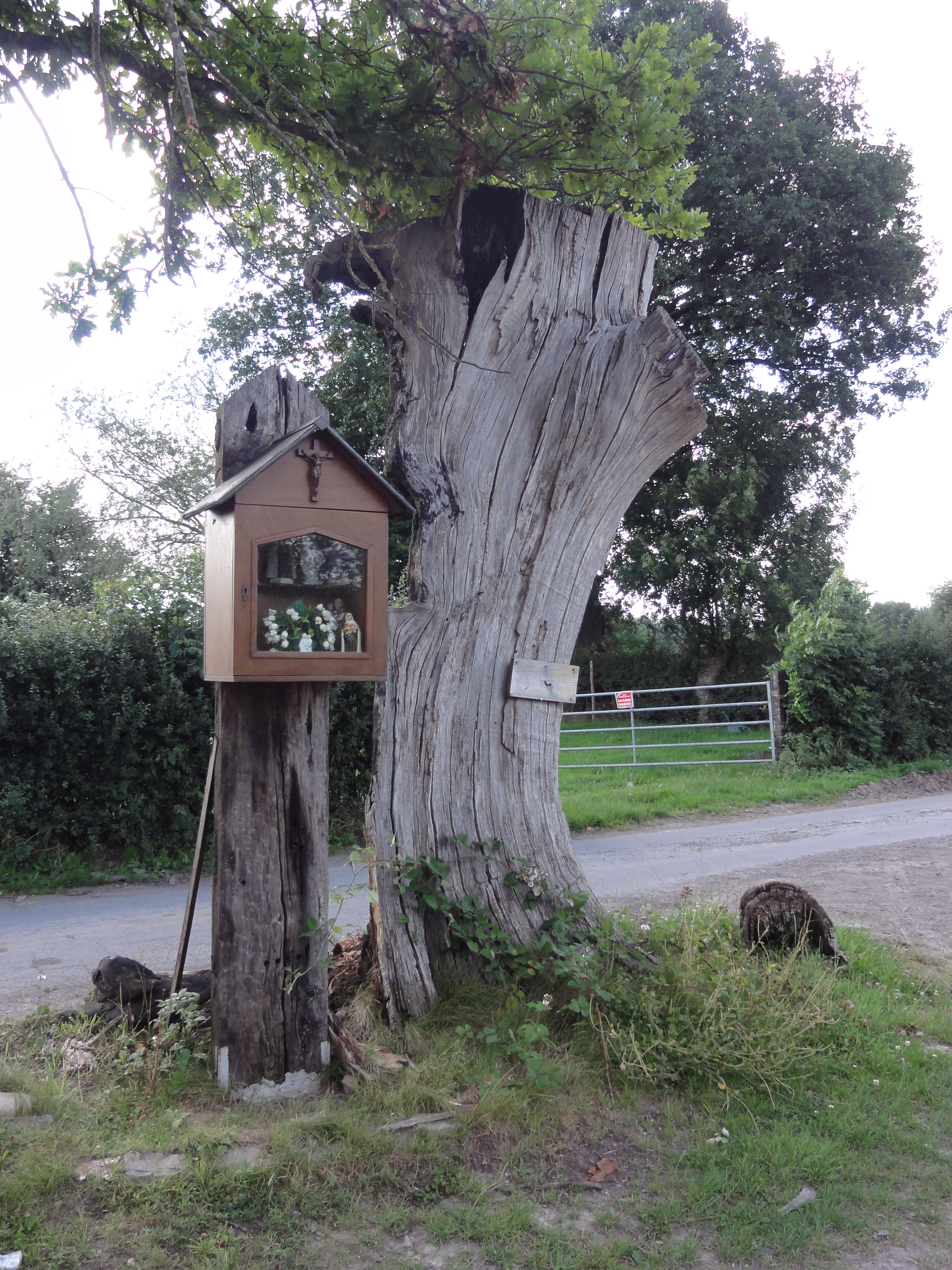
Chapelle du chêne aux pouilleux, refait après un incendie.

## Manifestations
Tous les ans, une « Fête des Fleurs » est organisée le 3e dimanche de mai.
Une « Fête de l'Arbre » a également lieu le 2e dimanche de novembre, accompagnée de la plantation d'un arbre en l'honneur des nouveau-nés de l'année.

## Pour approfondir